# وسمية (اسم)

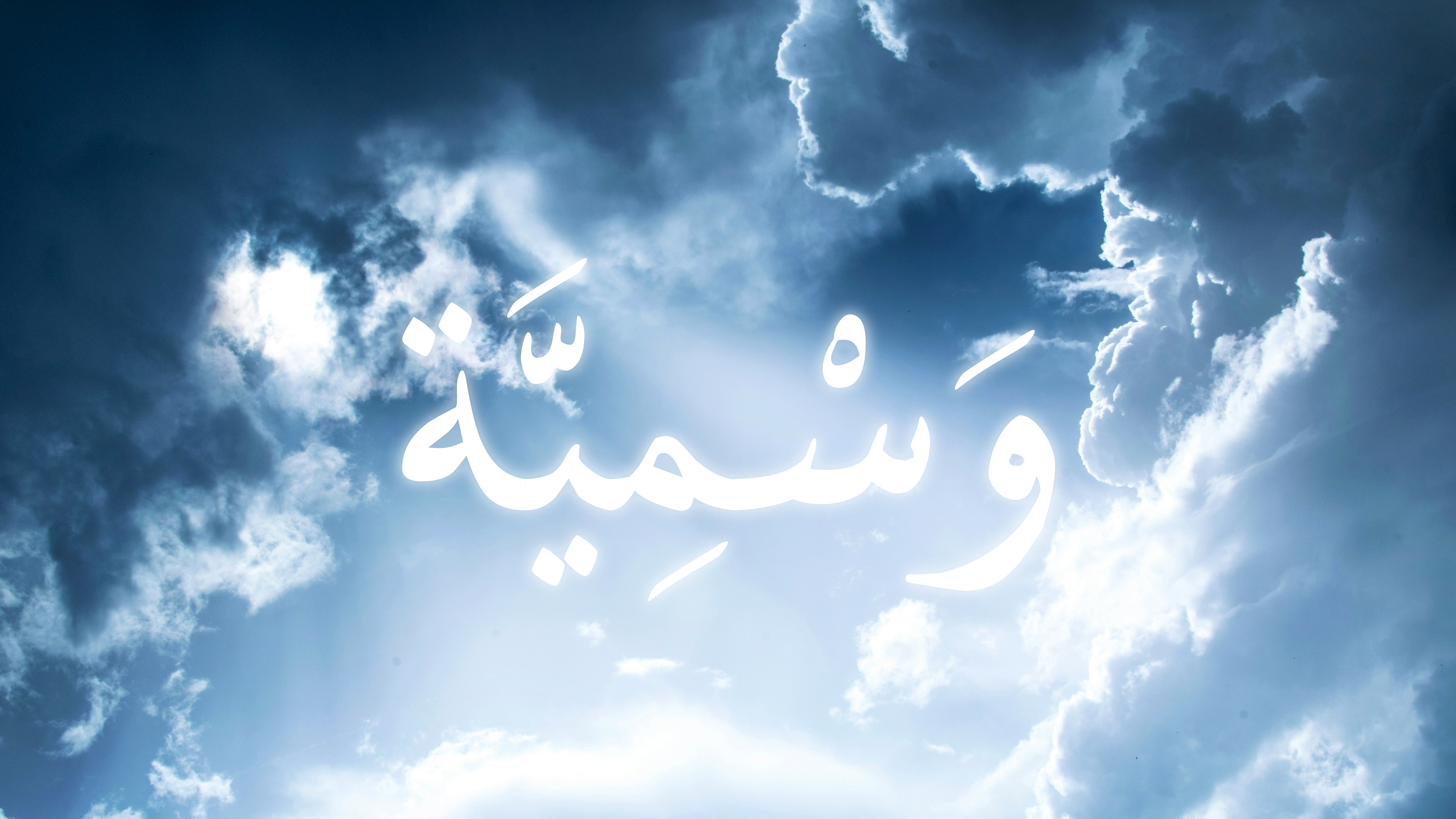

وَسْمِيَّة هو اسم عَـلَمٍ مؤنث عربي الأصل وهو تأنيث وَسْمِيّ، ومعناه المَطْرَة في موسم الوَسْـم فيُقال "أمطارٌ وسميةٌ"، ويُقال كذلك أن الغيمة الماطرة أو الرياح التي تجرها في فترة الوسم تُسمى وسمية. والوسم هو صفة لوقت من السنة يأتي في فصل الخريف وينتهي في الشتاء وفيه تختفي الحرارة ويبدأ أهل البادية بالترحال بحثًا عن المرعى الموسوم، وسمي الوسم لأنه يترك أثرًا على الأرض ويَسِمُها بالخضرة والربيع والفقع بعد المطر.

## نساء عرفن باسم وسمية
- الأميرة وسمية بنت عبد الرحمن بن محمد بن معمر (زوجة الأمير بندر بن عبد العزيز آل سعود).
- وسمية بنت ناصر أبو اثنين السبيعي (والدة الأمير خالد بن عبدالله بن محمد بن جلوي آل سعود).
- وسمية هويدي العازمي (شاعرة كويتية).